# 独活叶紫堇
独活叶紫堇（学名：Corydalis heracleifolia）为罂粟科紫堇属下的一个种。

## 扩展阅读
- 維基物種上的相關：独活叶紫堇